# Zelena Poleana, Korop
Zelena Poleana (în ucraineană Зелена Поляна) este un sat în așezarea urbană Ponornîțea din raionul Korop, regiunea Cernihiv, Ucraina.

## Demografie
Componența lingvistică a localității Zelena Poleana
     Ucraineană (96,1%)
     Rusă (3,9%)
Conform recensământului din 2001, majoritatea populației localității Zelena Poleana era vorbitoare de ucraineană (96,1%), existând în minoritate și vorbitori de rusă (3,9%).